# NGC 7382
NGC 7382 este o galaxie situată în constelația Cocorul. A fost descoperită în 1 septembrie 1834 de către John Herschel. Se află la o distanță de 82,41 de megaparseci de Pământ.